# Джек Траут
Джек Тра́ут (англ. Jack Trout) — засновник практичного підходу до маркетингу відомого як позиціювання. Він є визнаним світовим гуру маркетингових стратегій, які завжди базуються на концепції диференціації та позиціювання. Протягом останніх 20 років він народжував багато найбільш свіжих та актуальних ідей, які широко використовуюся світовою маркетинговою спільнотою. Він є автором та співавтором 12 бестселерів серед яких «Позиціювання, битва за впізнаваність», «22 непорушних закони маркетингу», «Диференціюйся або вмирай», «Маркетингові війни» [Архівовано 25 червня 2006 у Wayback Machine.] тощо. Більш ніж 40 років він працює в сфері маркетингу та реклами.
Заснована Траутом фірма «Trout & Partners» зі штаб-квартирою квартирою в Олд Гринвіч (штат Коннектикут, США) займається консалтинговою діяльністю в галузі маркетингу. Вона має представництва більш, ніж в 30 країнах світу, включаючи Росію, Україну і Білорусь.

## Біографія
Народився в 1935 році. Отримав економічну освіту. Кар'єру почав у рекламному відділі General Electric, потім став керівником рекламного відділу «Uniroyal». Пропрацював 25 років разом з Елом Райсом в рекламному агентстві, що займається маркетинговими стратегіями. У їх книзі «Маркетингові війни», використавши теорію ведення війни Клаузевіца, вони призводять аналогію між боротьбою корпорацій за лідерство і військовими діями. Їх погляди розійшлися — Райс став працювати з дочкою, Траут відмовлявся вмішувати сім'ю в бізнес. Разом з Райсом Траут пропрацював понад чверть століття.
Траут працював також у сфері територіального маркетингу (Іспанії, Нова Зеландія і Гренада).
Сьогодні Джек Траут — відомий бізнес-консультант. Його книги перевели на десятки мов. Крім книг Трауту належить безліч статей, він консультує десятки компаній, його теоріям слідує безліч фахівців.

### Статті
- «Why Do Bad Things Happen to Smart Leaders?» (2011 рік), Стаття в журналі Leader to Leader.